# Мазрола (Форли-Чезена)
Мазрола (итал. Masrola) је насеље у Италији у округу Форли-Чезена, региону Емилија-Ромања.
Према процени из 2011. у насељу је живело 108 становника. Насеље се налази на надморској висини од 106 м.